# 八幡橋八幡神社
八幡橋八幡神社（やはたばしはちまんじんじゃ）は、神奈川県横浜市磯子区原町に所在する八幡神社である。滝頭八幡神社とも称する。

## 歴史
543年（欽明天皇4年）8月、八幡川（現在の堀割川）河口近くの浜に正八幡像が着岸した。これを祀る神社が建てられ、それ以来根岸村の鎮守神になった。
1651年、検地によりこの八幡神社を含む現在の原町一帯が滝頭村に編入された。鎮守の社を失った形となった根岸村の住民は白滝不動尊を鎮守と仰ぎ、滝頭村の住民にとってはこの八幡神社は元々よその鎮守であるため、祭礼などもおざなりになった。
1766年（明和3年）、住職の弘道の夢枕に八幡大菩薩が現れ、「我は根岸村民のもとに遷座したい。滝頭村と根岸村の二つの神社に分けてもらいたい」とのお告げがあった。弘道は両村の役人と話し合い、八幡神社を根岸村に移し、当地には新たな八幡神社を創設することとした。同年4月、八幡神社は宝積寺に仮遷宮した後、現在の根岸八幡神社となった。他方、跡地には滝頭村の鎮守として新たに滝頭八幡大神（現・八幡橋八幡神社）が建立され、密蔵院が別当となった。
明治維新後の神仏分離により、密蔵院の別当が解かれた。1870年（明治3年）、本神社の西側を流れていた八幡川を拡幅し、中村川とつなぐ運河（堀割川）の工事が始まる。5.4m程の川幅を30mまで拡げる大工事で、境内が大幅に削られることとなった。安永の頃に建てられた社殿は老朽化しており、これにあわせて1872年に建て替えられた。1873年には社格を村社に定められた。1896年（明治29年）には八幡大神の名称を八幡神社に変更。1908年（明治41年）9月13日には無格社の整理統合により、広地町にあった稲荷社を境内に移した。1918年（大正7年）から1921年にかけて社殿を瓦葺にし、境内に狛犬や石灯籠をしつらえる整備事業が行われたが、それから間もない1923年に関東大震災に見舞われた。その修繕工事が完成した1926年には、東郷平八郎の揮毫による「敬神」碑が建立された。1930年（昭和5年）6月には昭和天皇即位を記念した御大典記念碑が建立された。1955年（昭和30年）には南側前面の道路（山下本牧磯子線）を拡幅して横浜市電を通すため、敬神碑と鳥居を奥に移設した。

## 境内
現在の社殿は1872年（明治5年）に建てられ、十二支の彫刻が施されている。
境内社の稲荷社は広地町の伊勢山から移されたもので、現在の社は1980年に再建された。
御大典記念碑は石の塔の上に金属製の大きな球状の物体がのっており、磯子小学校の記念誌によると、漁師が奉納したブイのようである。

御祈禱は予約が必要。

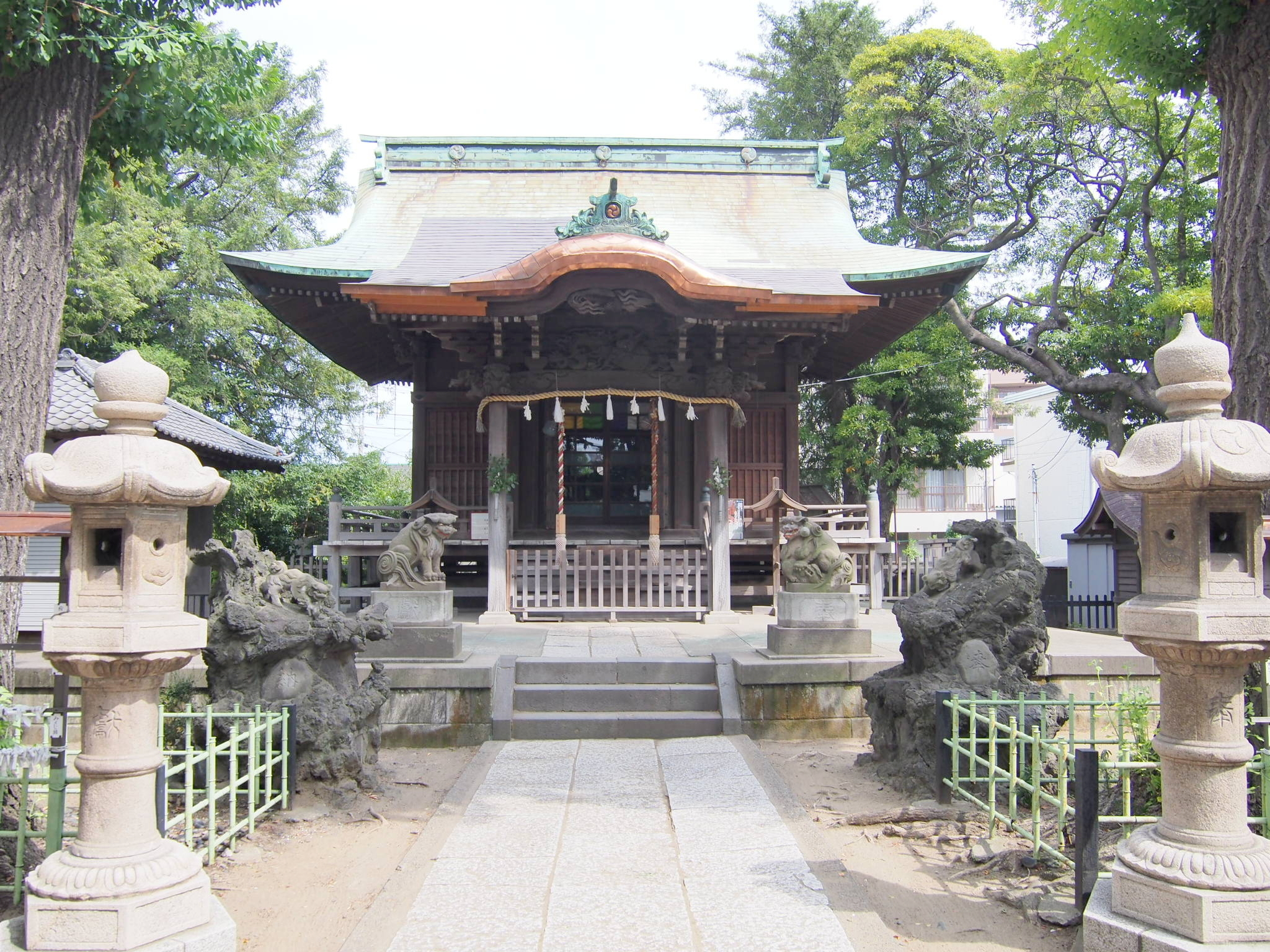
明治5年竣工の本殿
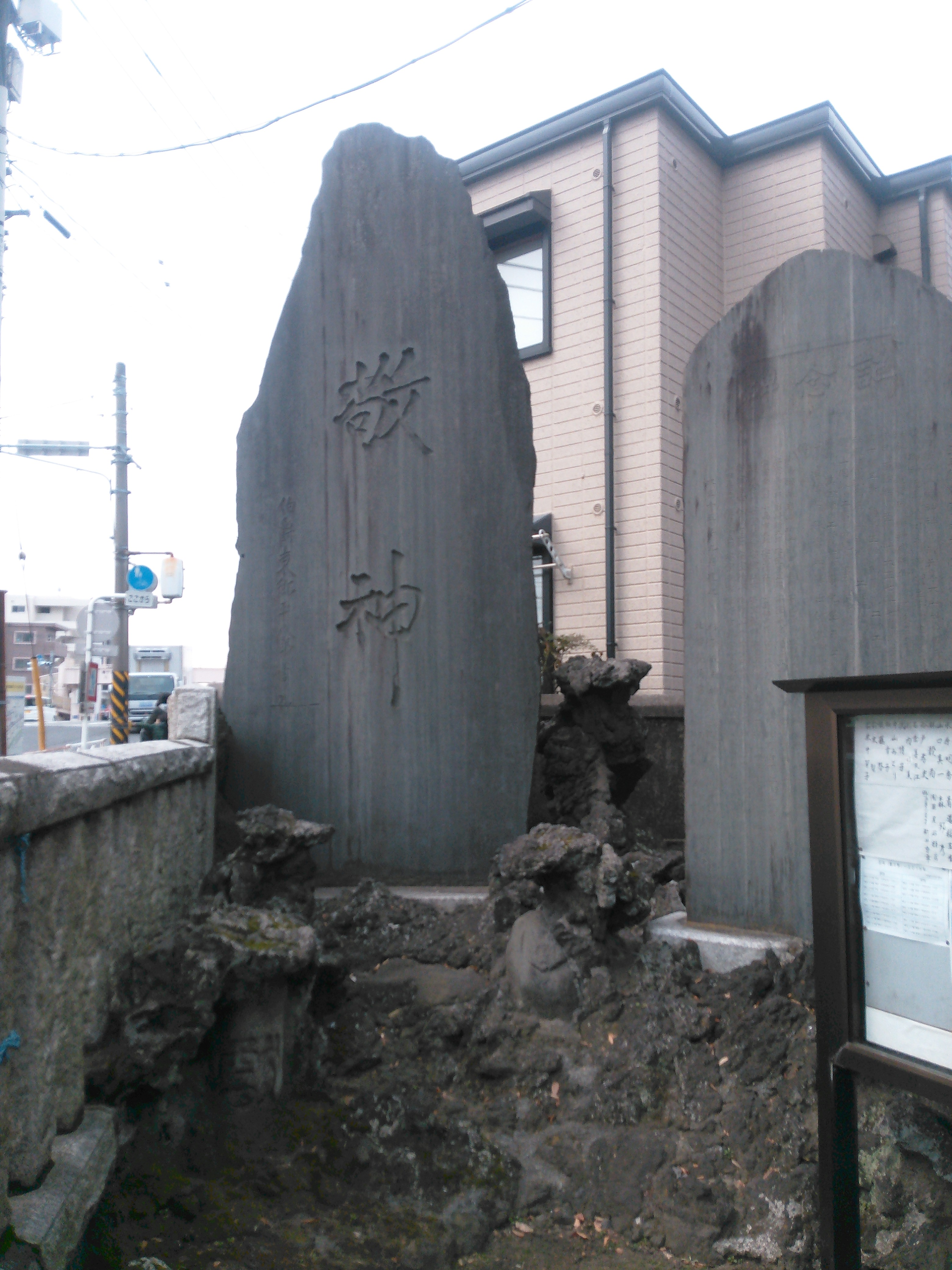
関東大震災営繕竣工記念の碑
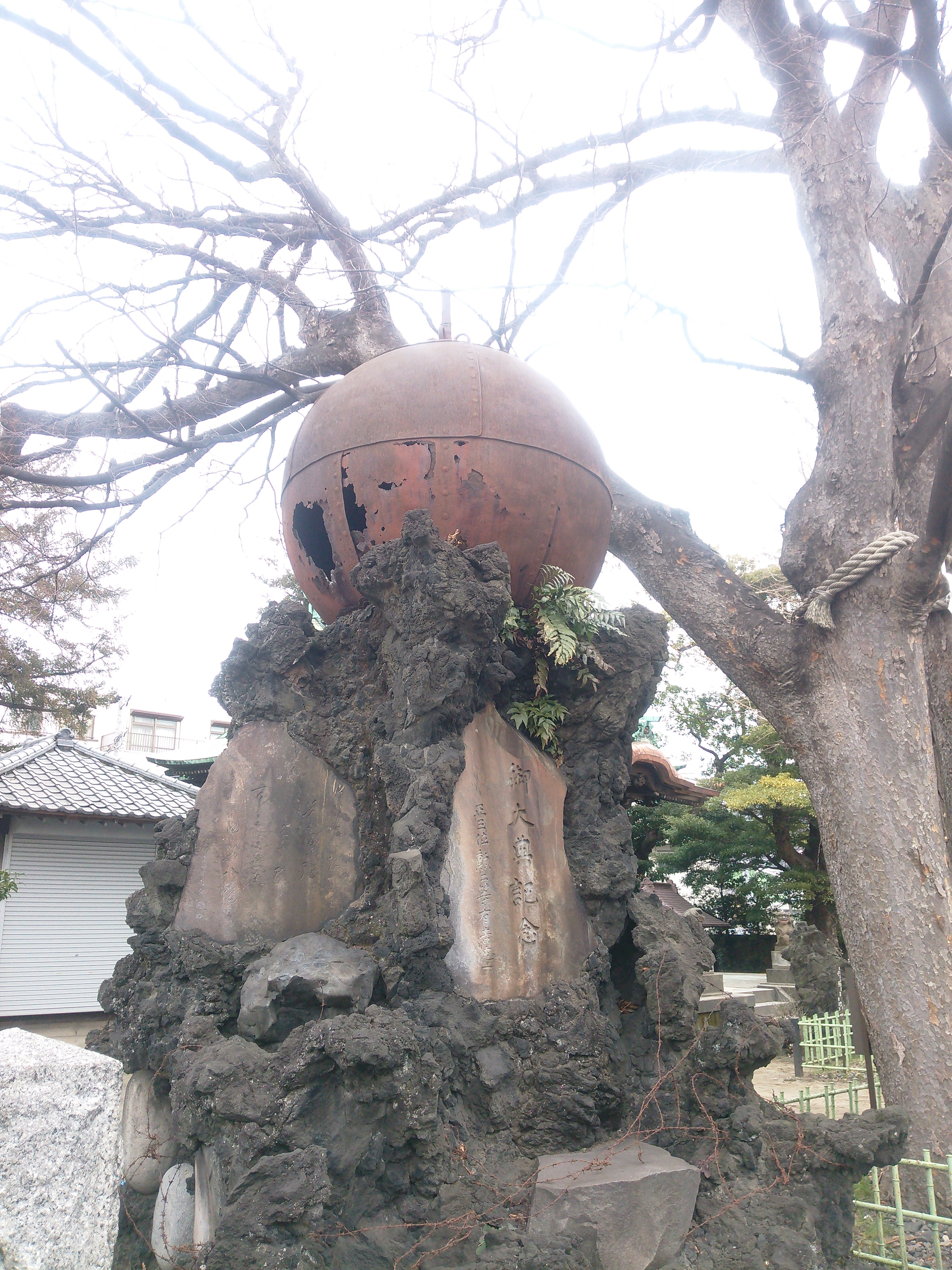
御大典記念碑

## 所在地・交通情報
神奈川県横浜市磯子区原町10－9
- JR根岸線 根岸駅から徒歩10分。
- 路線バスでは原町または八幡橋下車。

境内に駐車可能。
堀割川に架かる八幡橋の近く（東側）に位置し、国道16号線から林のように見える。

## その他
- 境内は、映画の野外上映会の会場になることがある。

- テレビ朝日の紀行番組「ちい散歩」で、地井武男が当神社を訪れている。根岸編、2011年9月13日放送[8]